# Learjet 45
Learjet 45 (LJ45) — реактивний адміністративний літак виробництва компанії Learjet (підрозділ Bombardier Aerospace). Серійно випускається з 1998 року. Побудовано понад 260 літаків.

## Розробка. Конструкція літака
Розробка моделі була розпочата у вересні 1992 року, перший політ прототипу виконаний 7 жовтня 1995 р. Сертифікат типу FAA отриманий у вересні 1997 р., перші літаки надійшли замовникам у 1998 р.
Літак представляє собою турбовентиляторний низькоплан нормальної аеродинамічної схеми. Оснащений двома ТРДД Honeywell TFE731-20 і допоміжною силовою установкою.
У 2004 році розпочато випуск поліпшеної модифікації літака Learjet 45XR із збільшеною злітною вагою, крейсерською швидкістю і швидкопідйомністю. Літак оснащується двигунами TFE731-20BR.
Серед літаків цієї серії, випущених підприємством, LJ45 і LJ45XR займає проміжне місце між меншими літаками Learjet 31 і Learjet 40 і більшими моделями сімейства Learjet 60.
Крила літака випускаються підприємством De Havilland Canada, а фюзеляж і хвостове оперення — підрозділом Bombardier (компанією Short Brothers).

## Експлуатанти

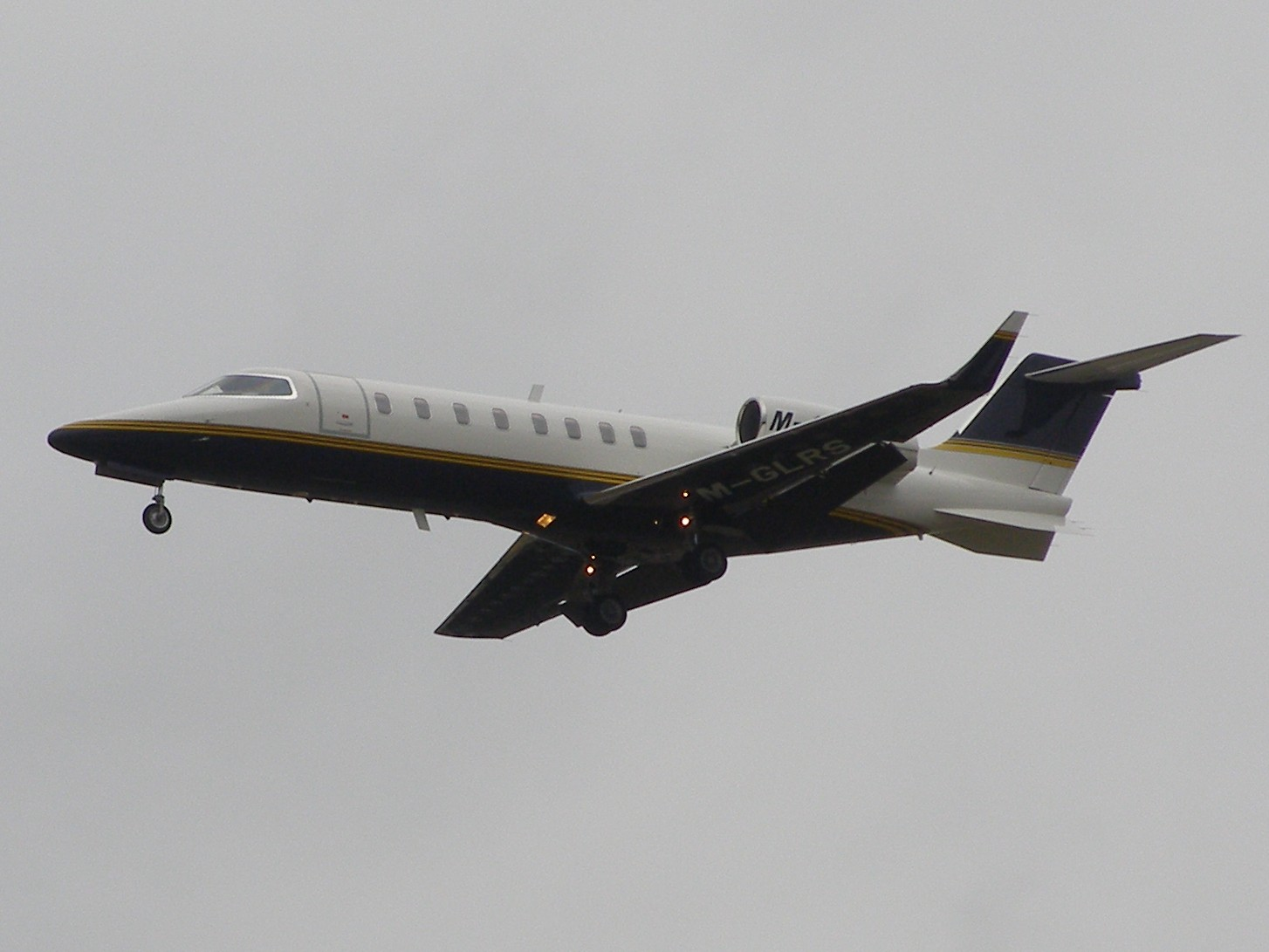
Learjet 45

Серед цивільних експлуатантів літака — компанії Eurojet Italia, FlyMex, уряд Чорногорії та ін. Військовий експлуатант — ВПС Ірландії.

## Льотно — технічні характеристики
- Екіпаж: 2
- Пасажиромісткість: 9
- Довжина: 17.68 м
- Розмах крила: 14.58 м
- Висота: 4.30 м
- Площа крила: 28.95 м²
- Вага (порожній): 5,829 кг
- Максимальна злітна вага: 9,752 кг
- Силова установка: 2 × ТРДД Honeywell TFE731-20 тягою 15.57 kN кожен
- Максимальна швидкість: 858 км/год
- Крейсерська швидкість: 804 км/год
- Дальність: 3167 км (4 пасажира)
- Практична стеля: 15,545 м